# Casanova & Co.
Casanova & Co. ist eine österreichisch-italienisch-französische Ausstattungs- und Erotikfilmkomödie aus dem Jahre 1977 von Franz Antel mit Tony Curtis in einer Doppelrolle als Giacomo Casanova und als dessen Doppelgänger.

## Handlung
Venedig im 18. Jahrhundert. Mehrere geschmückte Gondeln fahren entlang der Kanäle durch die Stadt, bis sie kurz vor dem Dogenpalast anlanden. In der prachtvollsten Gondel sitzt ein aus dem Morgenland angereister Kalif in Begleitung seiner sehr viel jüngeren und sehr hübschen Ehefrau. Während zahlreiche Venezianer dieser Gondelparade staunend zuschauen, beginnt der Kleingauner Giacomino sein langfingerndes Handwerk und bestiehlt die vom Schauspiel abgelenkten Zuschauer. Dabei wird er jedoch erwischt und von zwei Vertretern der venezianischen Staatsmacht in Ketten abgeführt. Derweil empfängt der Doge auf den Treppen seines Palastes den Kalifen, der sich auf einer Sänfte die Stufen hochtragen lässt, und sein Gefolge. Der venezianische Senator dell’Acqua erhofft sich vom Kalifen, mit einem Vertrag die Öllieferungen für den Stadtstaat langfristig sichern zu können. Doch der Kalif, ein vertrottelter, sabbernder Greis, der stets ans Naschen denkt und sich lieber dem Glücksspiel hingeben möchte, ziert sich zum Entsetzen der venezianischen Stadtrepräsentanten bei der Unterschrift. Bald wird klar, wer bei Kalifens daheim die Hosen anhat: seine Frau, die ebenso schön wie klug und stolz bis an den Rand des Hochmuts ist. Sie macht den Venezianern unmissverständlich klar: ihr Mann wird nicht eher den Vertrag unterzeichnen, ehe sie mit dem legendären Casanova geschlafen habe.
Die Kalifin ist sehr bestimmt in ihren sexuellen Forderungen, zumal ihr Mann vollkommen impotent ist. Nun ist es recht schwer, dem Wunsch der Herrscherin aus dem Morgenland nachzukommen. Denn der mittlerweile ergraute Casanova sitzt eingekerkert in den Bleikammern und hat gleichfalls weitgehend seine legendäre Potenz eingebüßt, was jedoch nur er weiß. Jetzt soll der Doge eingreifen und Casanova auf freien Fuß setzen. Derweil hat sich die Herzogin Francesca di Cornaro, eine von zahlreichen früheren Geliebten des notorischen Frauenbeglückers, mit ihrem besten Bogenschützen Fulcenzo zur Seufzerbrücke begeben. Mit einem Pfeil schießt Fulcenzo eine Botschaft durch die Gitter in die Gefängniszelle hinein. Der Pfeil bleibt in einem riesigen Buch stecken, in dem Casanova gerade blättert. Mit einem glückseligen Lächeln hält er gerade die Seite aufgeschlagen, auf dem das Playmate „Miss September 1746“ in ihrer ganzen nackten Schönheit abgebildet ist. Am Pfeil befestigt ist eine winzige Feile, mit der sich Casanova schließlich von seinen Ketten befreit.
Der Gefangene kann entkommen und könnte nun seine Reise durch die venezianischen Betten fortsetzen, doch wie erwähnt ist es mit seiner Manneskraft gar nicht mehr so gut bestellt. Dies muss er gleich beim ersten Stelldichein mit einer Schönheit betrübt feststellen. Da trifft es sich gut, dass Casanova zufällig auf seinen Doppelgänger trifft. Es handelt sich um eben jenen Kleingauner und Langfinger Giacomino, der nicht nur wieder auf freiem Fuß ist, sondern Casanova fast bis aufs Haar gleicht – nur dass die Casanovas grau sind, während Giacominos Haarpracht kräftige Brauntöne besitzt. Giacomino verfügt auch noch um die Casanova im Laufe der Jahre hinter Gittern verloren gegangenen Potenz, auch wenn es ihm so manches Mal an der nötigen, Casanova-typischen Begeisterung für die Jagd durch alle Betten mangelt. Anfänglich ein wenig befremdet von seinem anderen Ich, kommt Casanova eine Idee: Wie wäre es, wenn sein alter ego, der falsche Casanova, dem echten fortan „die Arbeit abnehmen“ und den Frauenbegatter spielen würde, um so wenigstens den Ruf Casanovas als legendärer Liebhaber aufrechtzuerhalten?
Fortan beginnt Giacominos Jagd als Casanova durch die Betten der Schönen Venetiens. Er kann sie alle haben und lässt nichts anbrennen. Schüchterne Jungnonnen, die gegenseitig ihre Körper liebkosen und so ihre aufblühende Sexualität entdecken sind ebenso dabei wie reifere Damen vom Schlage der drallen Bäckersfrau oder der allzu willigen Gattin des Präfekten. Und natürlich muss auch noch die äußerst anspruchsvolle Frau des Kalifen, der sich derweil anderen Sinnesfreuden hingibt, beglückt werden. Währenddessen hat der echte Casanova alle Zeit der Welt, sich gleichfalls einem erotischen Reigen hinzugeben, der sich allerdings mehr auf das Zuschauen als auf das Mitmachen beschränkt. Und ganz nebenbei darf er beim Würfelspiel auch noch so manch schönen Gewinn einstreichen. Und so genießen Casanova & Co. ausgiebig ihre Freuden am Liebesreigen in Venedig.

## Produktionsnotizen
Während Franz Antel in Rom seinen Film Zwei tolle Hechte – Wir sind die Größten drehte, erfuhr er, dass Federico Fellini einen Casanova-Film vorbereite. Mit seinem italienischen Partner Aicardi fasste er den Beschluss, die Werbung für den kommenden Fellini-Film auszunutzen und noch vor Fellinis Casanova einen eigenen Film über Casanova zu drehen. Für die Hauptrolle konnte für 24 Millionen Schilling die Idealbesetzung Tony Curtis gewonnen werden. Die Bemühungen um Ursula Andress scheiterten jedoch drei Tage vor Beginn der Dreharbeiten. Carl Szokoll verpflichtete an ihrer Stelle in letzter Minute Marisa Berenson.
Casanova & Co. wurde 1976 vor Ort in Venedig sowie in Vicenza und Padua gedreht. Regisseur Franz Antel trat bei diesem rund 6 Millionen DM teuren Ausstattungsfilm auch als Co-Produzent in Erscheinung. Nino Borghi entwarf die umfangreichen Filmkulissen.
Der italienische Titel lautet „Casanova e Company“, in Frankreich hieß er „13 femmes pour Casanova“. Im deutschsprachigen Raum wurde er auch unter Hilfe, ich bin eine männliche Jungfrau vermarktet.
Die Uraufführung des Films fand am 1. März 1977 in Italien statt. Er spielte in Italien 230 Millionen Lire ein. Die Premiere in Wien war ein voller Erfolg, auch in Frankreich, wo der Film vor Fellinis Casanova ins Kino kam, lief der Film hervorragend. Die deutsche Erstaufführung erfolgte am 28. April 1977 und damit entgegen Antels Hoffnungen erst nach Fellinis Casanova, der bereits am 24. Februar 1977 seine deutsche Erstaufführung erlebte. Antel resümierte, nach einem Casanova, der sich als cineastisches Gruselkabinett entpuppt habe, hätten die Leute von dem Thema genug gehabt.
Der Soundtrack wurde auf einer LP mit 10 Titeln veröffentlicht.

## Kritiken
In Filme 1977-80 heißt es: „Plumpes Verwechslungslustspiel; eine langweilige Sexposse nach bekanntem Schema.“
F. Zangrando war weniger hart in seinem Urteil, da er die Idee, die Abenteuer des Schwerenöters, mit seiner Kopie fortzusetzen, gelungen und den Aufmarsch der weiblichen Schönen des populären Originals würdig fand.

„Mit den bunten Bilderbögen "Casanova & Co." und "Johann Strauß – der König ohne Krone" versuchte Antel auf den internationalen Kinomarkt vorzustoßen – trotz internationaler Starbesetzung jedoch ohne die erhoffte Resonanz.“